# Milano-Vignola 1966
La Milano-Vignola 1966, quattordicesima edizione della corsa, valida come terza prova dei campionati italiani di ciclismo su strada a squadre, si svolse il 4 settembre 1966 per un percorso totale di 268 km, con partenza da Rogoredo ed arrivo a Vignola. La vittoria fu appannaggio dell'italiano Adriano Durante, il quale completò la gara in 6h21'00", alla media di 42,230 km/h, precedendo i connazionali Franco Bitossi e Marino Basso.

## Ordine d'arrivo (Top 10)
| Pos. | Corridore          | Squadra    | Tempo    |
| ---- | ------------------ | ---------- | -------- |
| 1    | Adriano Durante    | Salvarani  | 6h21'00" |
| 2    | Franco Bitossi     | Filotex    | s.t.     |
| 3    | Marino Basso       | Mainetti   | s.t.     |
| 4    | Bruno Mealli       | Bianchi    | s.t.     |
| 5    | Flaviano Vicentini | Legnano    | s.t.     |
| 6    | Giuseppe Grassi    | Filotex    | s.t.     |
| 7    | Adriano Passuello  | Legnano    | s.t.     |
| 8    | Giuseppe Milioli   | Mainetti   | s.t.     |
| 9    | Giancarlo Polidori | Vittadello | s.t.     |
| 10   | Giorgio Destro     | Mainetti   | s.t.     |